# Atanasie Sciotnic
Atanase Sciotnic, știut oficial și drept Atanasie Sciotnic (n. 1 martie 1942, Mila 23, România – d. 5 aprilie 2017), a fost un caiacist român, laureat cu bronz la Tokio 1964 și cu argint la München 1972.

## Distincții
- Ordinul „Meritul Sportiv” clasa a III-a (25 octombrie 1966) „pentru rezultatele deosebite obținute în competițiile sportive internaționale, precum și pentru contribuția valoroasă adusă la dezvoltarea culturii fizice și sportului în țara noastră”[4]